# Медиак (Аргаяшский район)
Медиак — деревня в Аргаяшском районе Челябинской области. Входит в состав Камышевского сельского поселения.
Основана в середине XX века как выселок из деревни Большой Медиак, располагавшейся на берегу озера Медиак.

## География
Расположена в юго-восточной части района, на берегу реки Медиак. Расстояние до районного центра, села Аргаяш, 24 км, до центра сельского поселения деревни Камышевка — 10 км.

## Население
| 2002 | 2010 |
| ---- | ---- |
| 217  | ↘170 |

(в 1970—292, в 1983—248, в 1995—261)

## Улицы
- Улица Ветеранов
- Зелёная улица
- Молодёжная улица
- Улица Труда
- Центральная улица

## Инфраструктура
- Библиотека
- АОЗТ «Аргаяшское»
- Школа